# Lancer du marteau masculin aux Jeux olympiques d'été de 1924
Pour un article plus général, voir Athlétisme aux Jeux olympiques d'été de 1924.
Navigation
Anvers 1920 Amsterdam 1928
L'épreuve du lancer du marteau masculin aux Jeux olympiques de 1924 s'est déroulée le 10 juillet 1924 au Stade olympique Yves-du-Manoir de Paris, en France.  Elle est remportée par l'Américain Fred Tootell.

## Résultats

### Finale
| Rang               | Athlète               | Qual.  | Finale | Marque |
| ------------------ | --------------------- | ------ | ------ | ------ |
| Médaille d'or      | Fred Tootell (USA)    | 50.60  | 53.285 | 53.285 |
| Médaille d'argent  | Matthew McGrath (USA) | 47.075 | 50.84  | 50.84  |
| Médaille de bronze | Malcolm Nokes (GBR)   | 48.875 |        | 48.875 |
| 4                  | Erik Eriksson (FIN)   | 47.975 | 48.74  | 48.74  |
| 5                  | Ossian Skiöld (SWE)   | 45.075 | 45.285 | 45.285 |
| 6                  | James McEachern (USA) | 44.935 | 45.225 | 45.225 |